# Sekiro: Shadows Die Twice
Sekiro: Shadows Die Twice ist ein von From Software entwickeltes Actionspiel. Das Spiel, bei dem ein Shinobi aus der Third-Person-Perspektive gesteuert wird, wurde am 22. März 2019 weltweit für Microsoft Windows, PlayStation 4 und Xbox One veröffentlicht und am 28. Oktober 2020 auf Google Stadia. Das Szenario des Fantasy-Spiels ist an die Sengoku-Zeit der japanischen Geschichte angelehnt.

## Handlung

### Setting
Das Spiel spielt in Japan vor dem historischen Hintergrund der Sengoku-Zeit, enthält aber auch Fantasyelemente. Isshin Ashina – Familienoberhaupt des Ashina-Clans – ist es durch militärische Erfolge gelungen, sein Reich in die Unabhängigkeit vom Kaiserreich zu führen. Jahrzehnte später ist Isshin dem Tode nahe und die militärische Lage ins Gegenteil verkehrt. Isshins Ziehsohn Genichiro hat das Kommando über die Streitkräfte übernommen, um das Reich gegen die Truppen des Kaisers mit allen Mitteln zu verteidigen.
Der Spieler übernimmt die Kontrolle über den Shinobi Sekiro. Als junger Waise wurde Sekiro von seinem Ziehvater Uhu in den Lehren des Shinobi unterrichtet, zuallererst seinem Vater und dann seinem Herren Kuro zu dienen und diese zu beschützen.

### Haupthandlung
Zu Beginn des Spiels wurde der Junge Kuro von Genichiro nach Ashina entführt. Sekiros Befreiungsversuch misslingt jedoch, wobei Genichiro Sekiros linken Arm im Kampf abtrennt. Sekiro wird von einem alten Shinobi namens Bildhauer gerettet und erbt dessen Armprothese. Mit Unterstützung der Ärztin Emma kämpft sich Sekiro bis zur Burgspitze Ashinas durch. Auf seinem Weg erfährt er, dass Genichiro versucht ein Mittel für Unsterblichkeit zu finden. Eine mögliche Quelle liegt im Drachenblut des nahezu unverwundbaren Kuro. Durch Kuros enge Bindung ist Sekiro bereits zum Wiedergänger geworden. Mit dieser Fähigkeit geht auch ein Fluch einher – Sekiros Weggefährten erkranken nach und nach an der Drachenfäule, eine Krankheit für die Emma versucht eine Heilung zu finden.
Eben dieser Fluch lässt Kuro seine Unterstützung Genichiros verwehren. Kuro fürchtet eine Epidemie der Drachenfäule, sollte Genichiro das Drachenblut im Kampf gegen das Kaiserreich anwenden. Im Zweikampf gelingt es Sekiro Genichiro zu töten. Genichiro ist aber dank eines Jungbrunnens ebenfalls ein Wiedergänger und kann fliehen.
Mit Hilfe von Emma und dem im Sterben liegenden Isshin versucht Kuro eine Möglichkeit zu finden, das Drachenblut von sich und der Welt zu tilgen. Die dazu nötigen Artefakte müssen von Sekiro in Ashina gefunden werden. Auf dem Weg trifft Sekiro im lokalen buddhistischen Tempel das unsterbliche Göttliche Kind. Dieses verspricht Kuro zu helfen und gibt Sekiro ein magisches Schwert, das selbst Unsterbliche töten kann.
Zurück auf Burg Ashina trifft Sekiro unerwartet auf seinen totgeglaubten Ziehvater Uhu. Uhu verlangt von Sekiro die Einhaltung seines Schwurs, zuerst seinem Vater zu gehorchen und das Drachenblut von Kuro unter seine Kontrolle zu bringen. Der Spieler kann sich dagegen entscheiden und Uhu im Zweikampf töten. Nach dem Sieg reist Sekiro durch ein Ritual in die Götterwelt zur Quelle von Kuros Kraft – dem Göttlichen Drachen. Sekiro bezwingt den Drachen und erhält dessen Tränen, welche Kuro von seinem Drachenblut befreien können.
Nach Sekiros Rückkehr überschlagen sich die Ereignisse. Isshin erliegt seiner Altersschwäche, wodurch das Kaiserreich in Ashina einfällt. Genichiro hat in Sekiros Abwesenheit Kuro entführt. Beim zweiten Kampf opfert sich Genichiro, um den jungen Isshin Ashina mit Hilfe der zweiten Sterblichen Klinge wieder zum Leben zu erwecken. Nach dem Sieg gegen Isshin versucht Sekiro den im Sterben liegenden Kuro zu retten.

### Spielende
Es sind mehrere Enden erreichbar, welche von Entscheidungen des Spielers und den zusammengetragenen Artefakten abhängen.
1. Shura: Entscheidet sich der Spieler den Anweisungen Uhus zu folgen, folgen auf Burg Ashina Zweikämpfe gegen Emma und den todkranken Isshin. Nach dem Sieg will Uhu Kuros Macht an sich reißen, wird jedoch von Sekiro hinterrücks erstochen – Sekiro ist zu einem blutdurstigen Dämon (Shura) geworden, welcher droht, Ashina in einem Meer aus Blut und Feuer untergehen zu lassen.
2. Durchtrennung der Unsterblichkeit: Sekiro erfüllt Kuros Wunsch, das Drachenblut mit den Drachentränen zu entfernen und Kuro selbst mit dem magischen Schwert als letzte Verbindung zum Drachen zu töten. Im Epilog wählt Sekiro ein passives Dasein, indem er seine Prothese ablegt und den Platz des Bildhauers einnimmt.
3. Reinigung: Sekiro kann während des Spielverlaufs in Rückblenden herausfinden, dass Uhu seinen eigenen Tod vorgetäuscht hat, um Sekiro und Kuro beim Überfall Ashinas in den Rücken zu fallen. Sekiro erhält dabei eine Aromatische Blume – mit dieser kann Sekiro nach dem Endkampf Kuro retten, indem er sich selbst als letzte Verbindung zum Drachen tötet. Kuro kann wieder genesen und besucht zusammen mit Emma Sekiros Grab.
4. Rückkehr: Das Göttliche Kind deutet an, dass Kuro zwar das Drachenblut von sich entfernen kann, der Göttliche Drache sich aber einen neuen Erben suchen wird. Sekiro hilft dem Göttlichen Kind gefrorene Tränen zu erlangen. Mit diesen kann das Göttliche Kind den im Sterben liegenden Kuro in sich sicher aufnehmen. Zusammen mit dem Göttlichen Kind tritt Sekiro im Epilog eine Reise nach Westen an, um den Göttlichen Drachen in sein Heimatland zurückzubringen und so das Drachenblut aus Japan ein für allemal zu entfernen.

## Gameplay
Sekiro folgt grundsätzlich der Formel älterer Spiele von From Software: Checkpoints, welche nach dem Spielertod Gegner wiederbeleben, Abkürzungen und Bosskämpfe durch die Wege verkürzt und neue Checkpoints freigeschaltet werden sowie ein starker Fokus auf taktischen Nahkampf, bei dem in Echtzeit der Einsatz passiver und aktiver Manöver abgeschätzt werden muss. Noch drastischer als in Bloodborne verändern sich Layout und Gegnerposition mit fortschreitender Spielhandlung. Um Sekiro seine eigene Identität zu geben, wurde aber in vielen Bereichen die bekannte Formel durch neue Elemente erweitert, während bekannte Elemente entfernt wurden.
Das Leveldesign ist deutlich vertikaler und passend zu den Fähigkeiten des Hauptcharakters auf Stealth-Elemente ausgelegt. Angriffe aus dem Hinterhalt lassen sich vielseitiger und schneller ausführen und sind in der Regel sofort tödlich. Die Einbindung verschiedenster Schleichwege in die Levels und ein permanent ausgerüsteter Greifarm motiviert diese Vorgehensweise zusätzlich. Der Greifarm lässt sich durch auffindbare Gegenstände erweitern, welche neue taktische Möglichkeiten für den Kampf freischalten (wie etwa Flammenwerfer oder Schild). Neben Hauptbossen gibt es zudem Minibosse in der Welt verteilt, welche häufig optional sind.
Im Kampfsystem finden sich die einschneidendsten Änderungen im Vergleich zu den Vorgängern. Gegner und Spieler haben nun neben einem sichtbaren Gesundheitsbalkens eine Anzeige für das Durchbrechen der Haltung. Ist die Haltung durchbrochen, gerät das Opfer ins Taumeln. Die Spielfigur erleidet in diesem Zustand erhöhten Schaden. Gegner hingegen können bei durchbrochener Haltung sofort mit einem einzigen Angriff getötet werden. Das Blocken von Angriffen füllt die eigene Anzeige, während erfolgreiche Paraden die gegnerische Anzeige erhöhen. Das Durchbrechen der Haltung ist häufig deutlich effektiver als das bloße Austeilen von Schaden – im Kampf gegen Haupt- und Minibossen ist das (mehrmalige) Durchbrechen der Haltung sogar unerlässlich.
Für Sekiro wurden viele Rollenspielelemente aus früheren Titeln entfernt – Multiplayerelemente fehlen vollständig. Die Spielfigur ist auf den Einsatz seines Katanas als Hauptwaffe festgelegt. Das Ändern des Erscheinungsbildes ist rein kosmetisch. Schaden und Widerstand der Spielfigur werden ausschließlich durch den Sieg über Haupt- und Minibosse verbessert. Erfahrungspunkte dienen nur zum Freischalten aktiver und passiver Fähigkeiten, deren Einsatz oft nur situationsbedingt nützlich ist. Diese weggefallenen Elemente wurden von Spielern in früheren Spielen von From Software oft klug ausgenutzt, um den Spielverlauf einfacher zu gestalten und den Geschicklichkeitsanspruch des Spiels zu verringern. Der Konsens innerhalb der Community ist, dass der Wegfall dieser Elemente den Spieler dazu zwingt sich mit dem deutlich anspruchsvolleren Kampfsystem in Sekiro auseinanderzusetzen.

## Rezeption
Während Sekiro: Shadows Die Twice insgesamt sehr gute Bewertungen erhielt und für sein Spielprinzip, seine Erzählweise und das Szenario gelobt wurde, wurde der Schwierigkeitsgrad als zu hoch angelegt kritisiert.
Allgemein wurde das Kampfsystem als besonders gut angesehen.

„Sekiro zwingt euch, das Katana zu meistern. Wer sich darauf einlässt, bekommt die besten Samurai-Fights überhaupt. Aber der Weg ist hart.“

Der Spieleratgeber-NRW stellte fest, dass der hohe Schwierigkeitsgrad manche Spieler vom Spielspaß ausschließe, während die Erfolge für ehrgeizige Profis umso movierender seien. Der ethisch fragwürdige Hauptcharakter und die Gewaltdarstellungen könnten für minderjährige Spieler desorientierend wirken.

### Verkaufszahlen
Zehn Tage nach seinem Release hatte sich das Spiel zwei Millionen Mal verkauft.
Im März 2023 hatte es auf Steam 4,2 Mio. verkaufte Einheiten.

## Auszeichnungen
- Japan Game Awards - Award for Excellence[18]
- The Game Awards 2019 - Game of the Year und Best Action/Adventure Game[19]
- SXSW Gaming Awards - Video Game of the Year und Excellence in Visual Achievement[20]
- NAVGTR Awards - Costume Design und Game of the Year und Game, Original Action[21]
- Steam Awards 2019 in der Kategorie Spiel des Jahres[22]